# Brunelles
Pour les articles ayant des titres homophones, voir Brunelle et Brunel.
Cet article possède un paronyme, voir Bruneel.
Brunelles est une ancienne commune française située dans le département d'Eure-et-Loir en région Centre-Val de Loire, devenue le 1er janvier 2019 une commune déléguée au sein de la commune nouvelle d'Arcisses. Elle se situe au cœur de la région naturelle du Perche.

## Géographie

### Situation
Situé entre Nogent-le-Rotrou à l'ouest et Thiron-Gardais à l'est, Brunelles est un village percheron établi sur une motte et dominé par le clocher de l'église Saint-Martin.
La commune s'étire du bois des Perchets à l'ouest, au bois de Maurissure au nord et au bois de Thiron au sud.
Elle est traversée par trois cours d'eau : la Cloche, le Bignon et l'Arcisses. Son point culminant, de 268 mètres, se situe au Bois-Jahan.
Brunelles est à environ 2h15 de Paris, 1h30 d'Orléans, 1h du Mans et 45 min de Chartres. Elle est accessible depuis Nogent-le-Rotrou par la D 922 et la D 110.
Outre le bourg même de Brunelles, de multiples lieux-dits et groupes de fermes parsèment le territoire communal.
Citons : le Thuret, le Moulin d'Arcisses, la Chesnaye, le Moulin à papier, les Bordes, les Sicots, la Maison-Neuve, la Grande-Maison, la Fontaine-aux-Bordiers, la Cerisière, la Mazure, la Chardonnière, la Brosse, la Bouverie, le Moulin des pierres, le Moulin-Neuf, le Fay, les Sablons, la Cour-aux-Prêtres, les Cottières, l'Artoire, Montloin, la Maison-des-Champs, la Herperie, la Gentillière, la Cochenillière, la Frelaudière, la Pichardière, la Saussaye, le Bois-Jahan, La Ferrière, l'Arrachée, Morinet, le Grand-Morinet, la Vigne, les Touches, la Petite-Vallée, la Nocterie, la Malardière, la Touche, la Grive-aux-Loups, Souazé, les Eaux-Blanches, les Petits-Prés, la Maison-Rouge, Grenoble, Nigelles, les Lamberts, la Petite-Massonnière, la Grande-Massonnière, les Minerays, la Fouquetterie, les Vieux-Murs, le Bois-Lecomte, le Petit-Saint-Gilles, Saint-Gilles.

Situation géographique
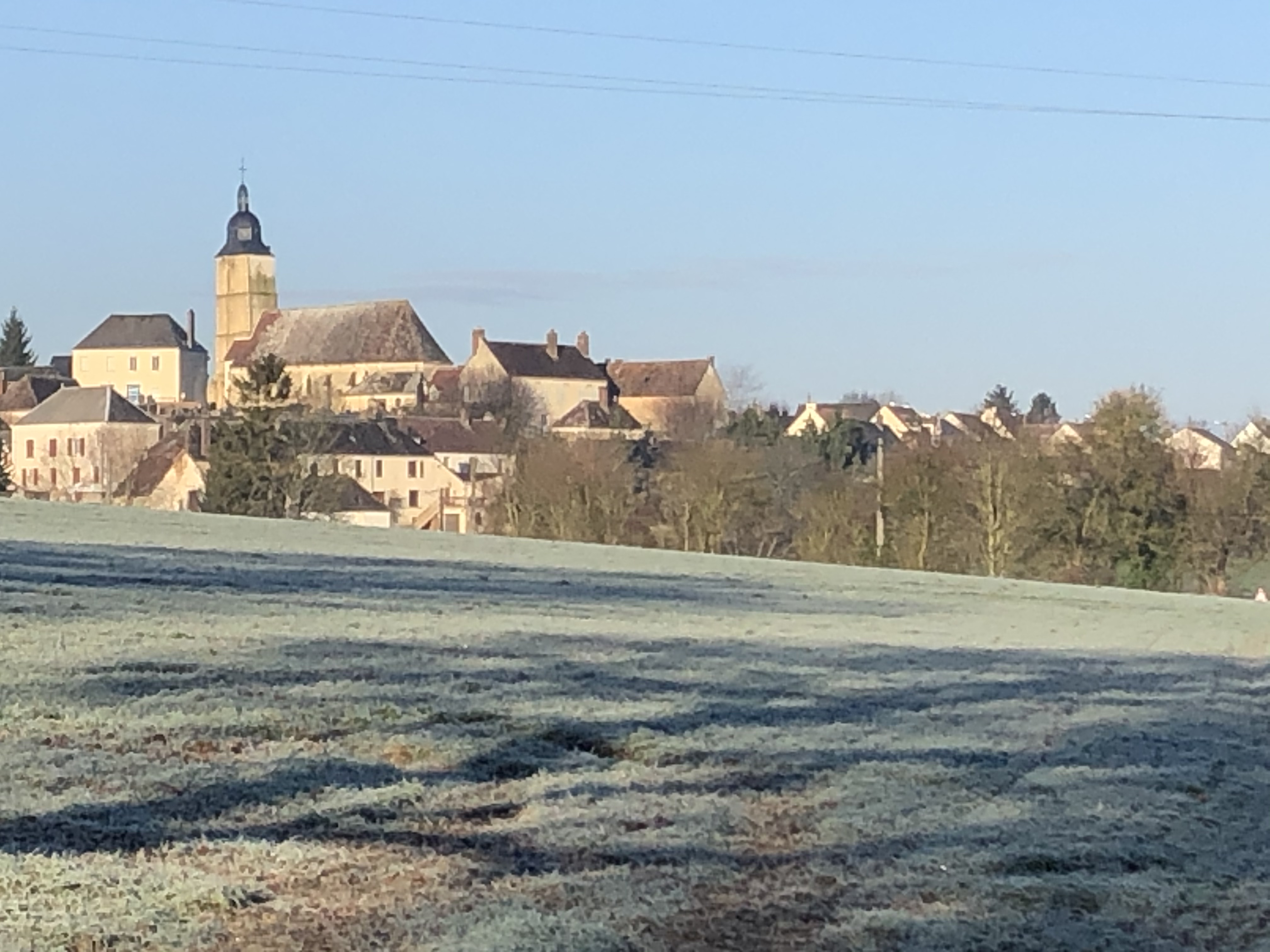
Brunelles, 1er janvier 2021.
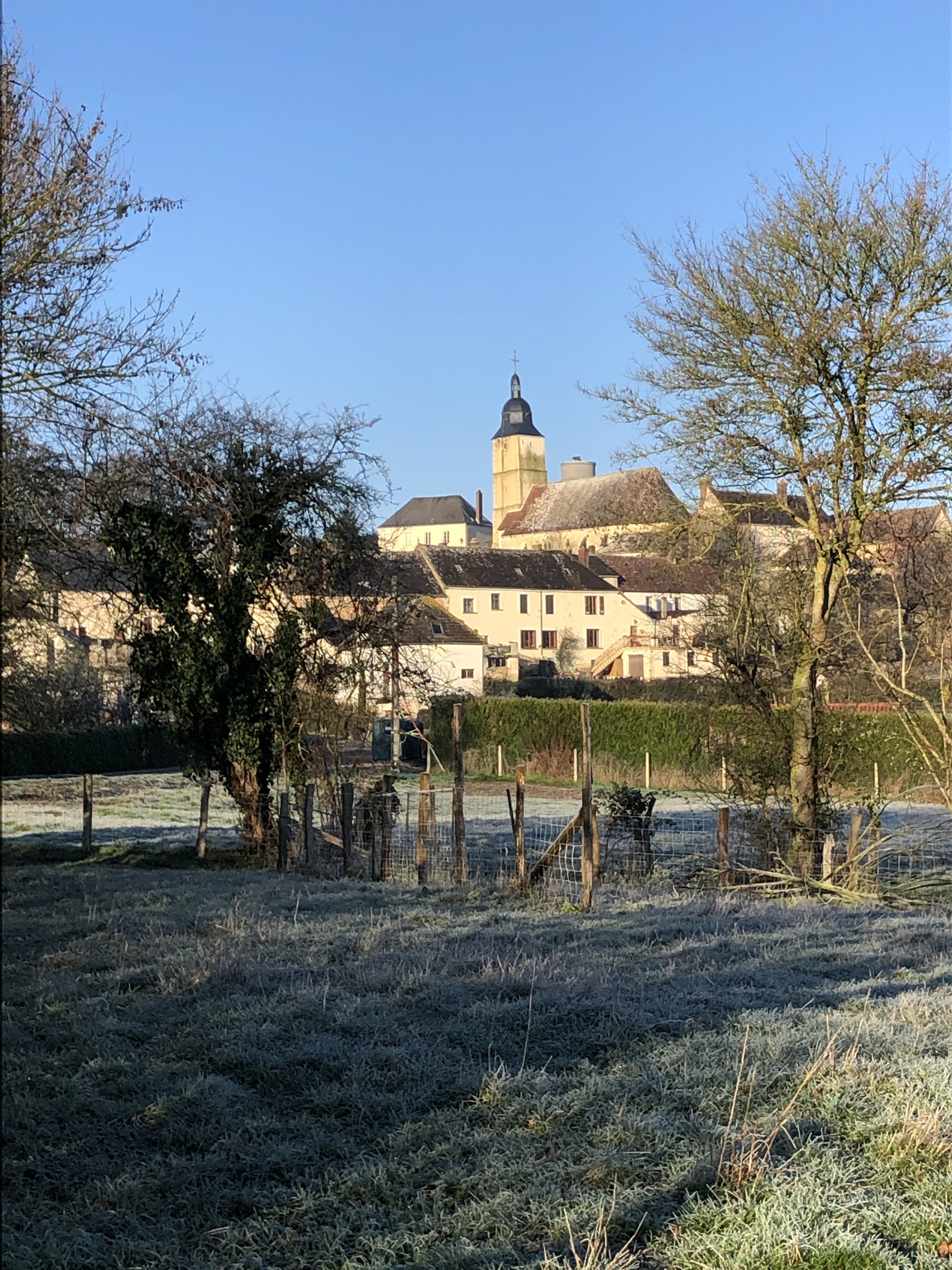
Brunelles, 1er janvier 2021.
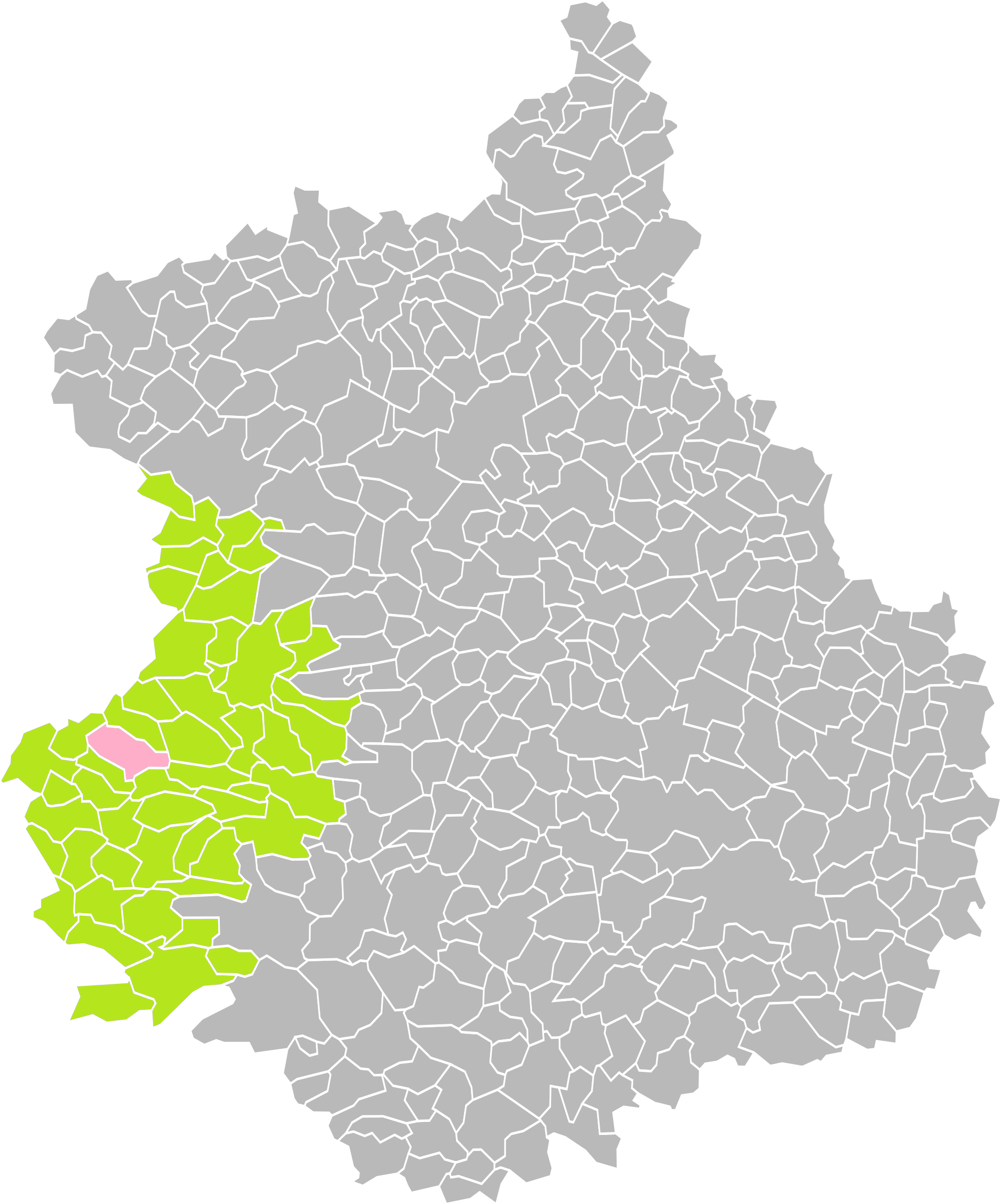
Brunelles dans son arrondissement.
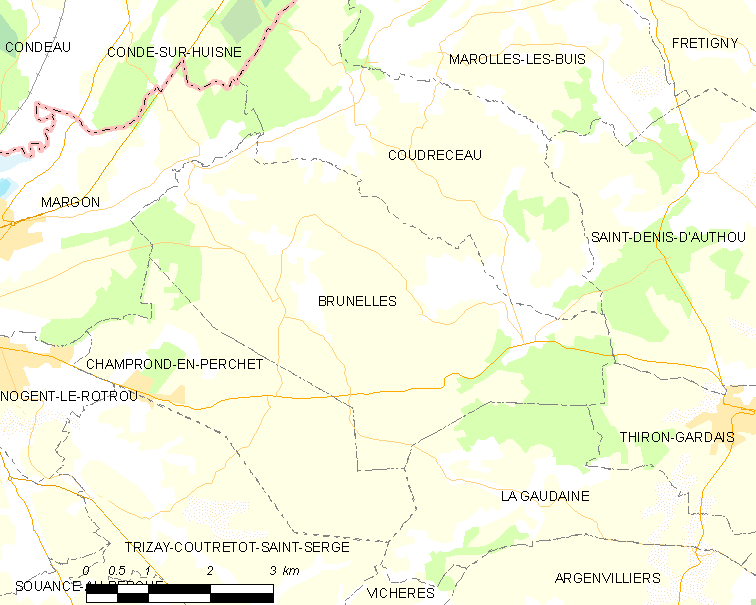
Carte de la commune de Brunelles.

### Communes limitrophes
| Margon               | Coudreceau | Saint-Denis-d'Authou |
|                      | Brunelles  | Thiron-Gardais       |
| Champrond-en-Perchet |            | La Gaudaine          |

### Hydrographie
Brunelles est traversé par l'Arcisses, ruisseau qui prend sa source près de la Gaudaine ainsi qu'aux lieux-dits La Grande Massonière, Morinet, et Les Fontaines-Blanches. Ce cours d'eau desservait à l'époque les cinq moulins présents sur la commune avant de se jeter dans La Cloche à Margon.
La commune déléguée est également bordée au nord par la rivière la Cloche, affluent en rive gauche de l'Huisne, sous-affluent du fleuve la Loire par la Sarthe et la Maine.

L'Arcisses
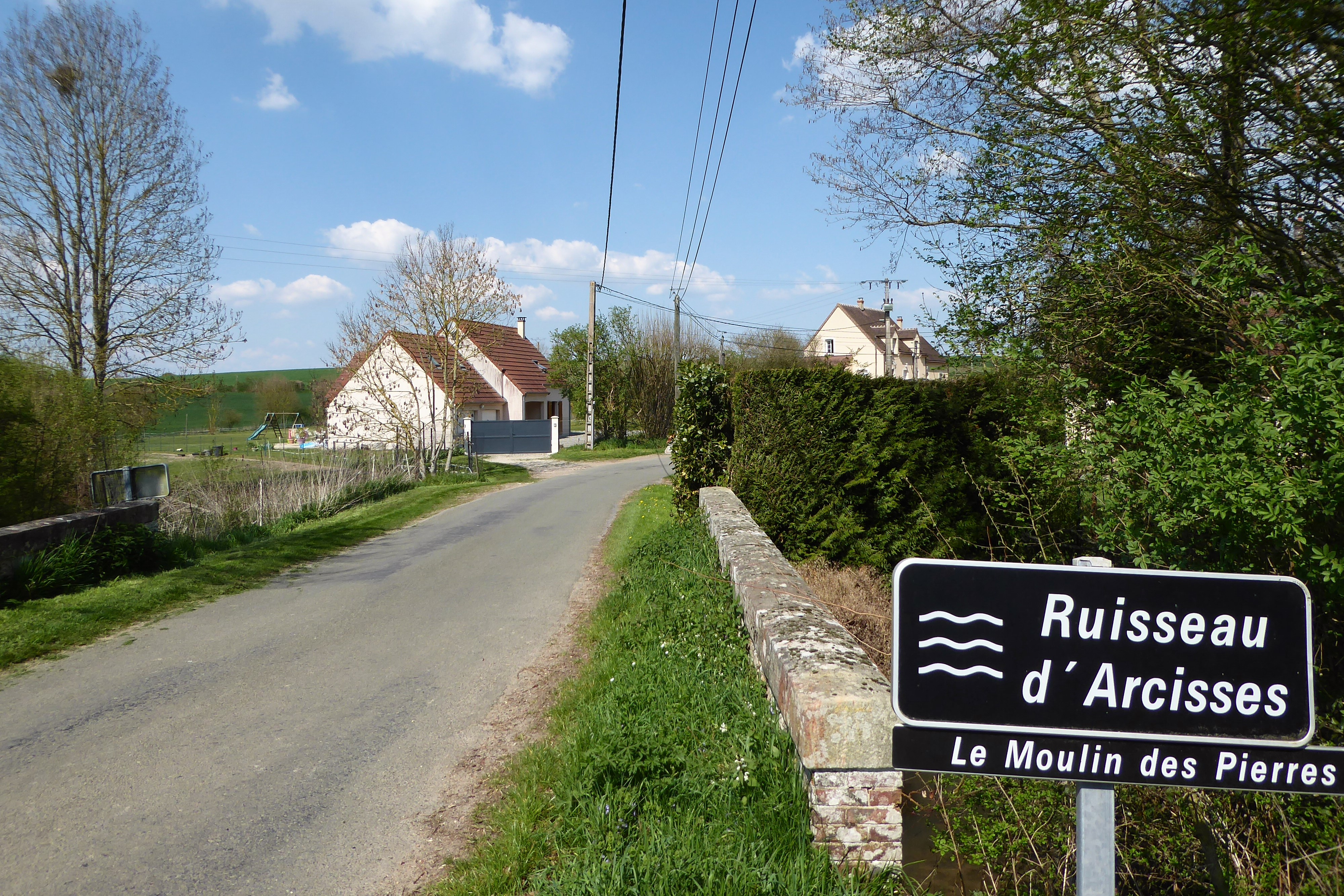
Au moulin des Pierres.
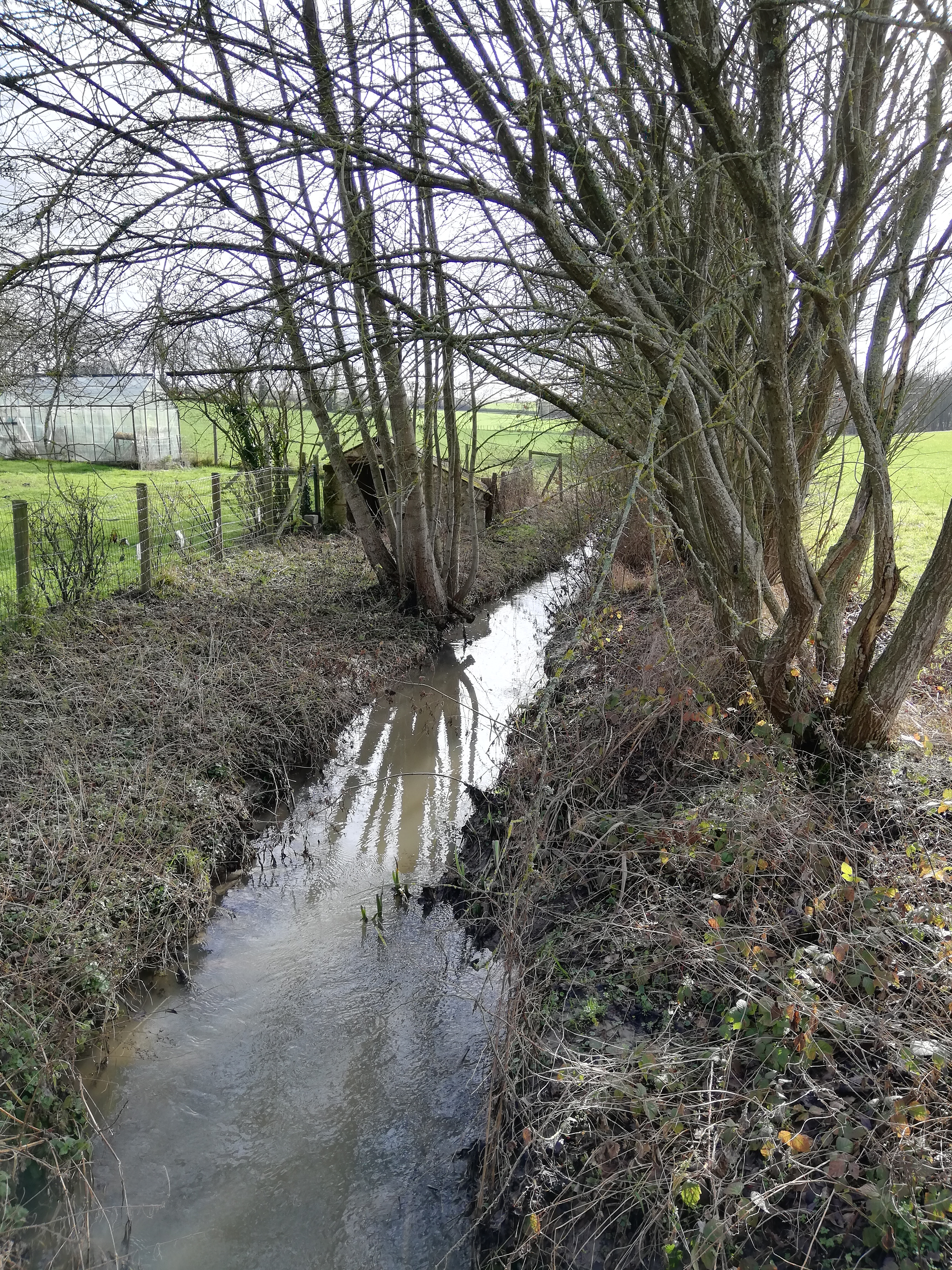
Près de la Nocterie.
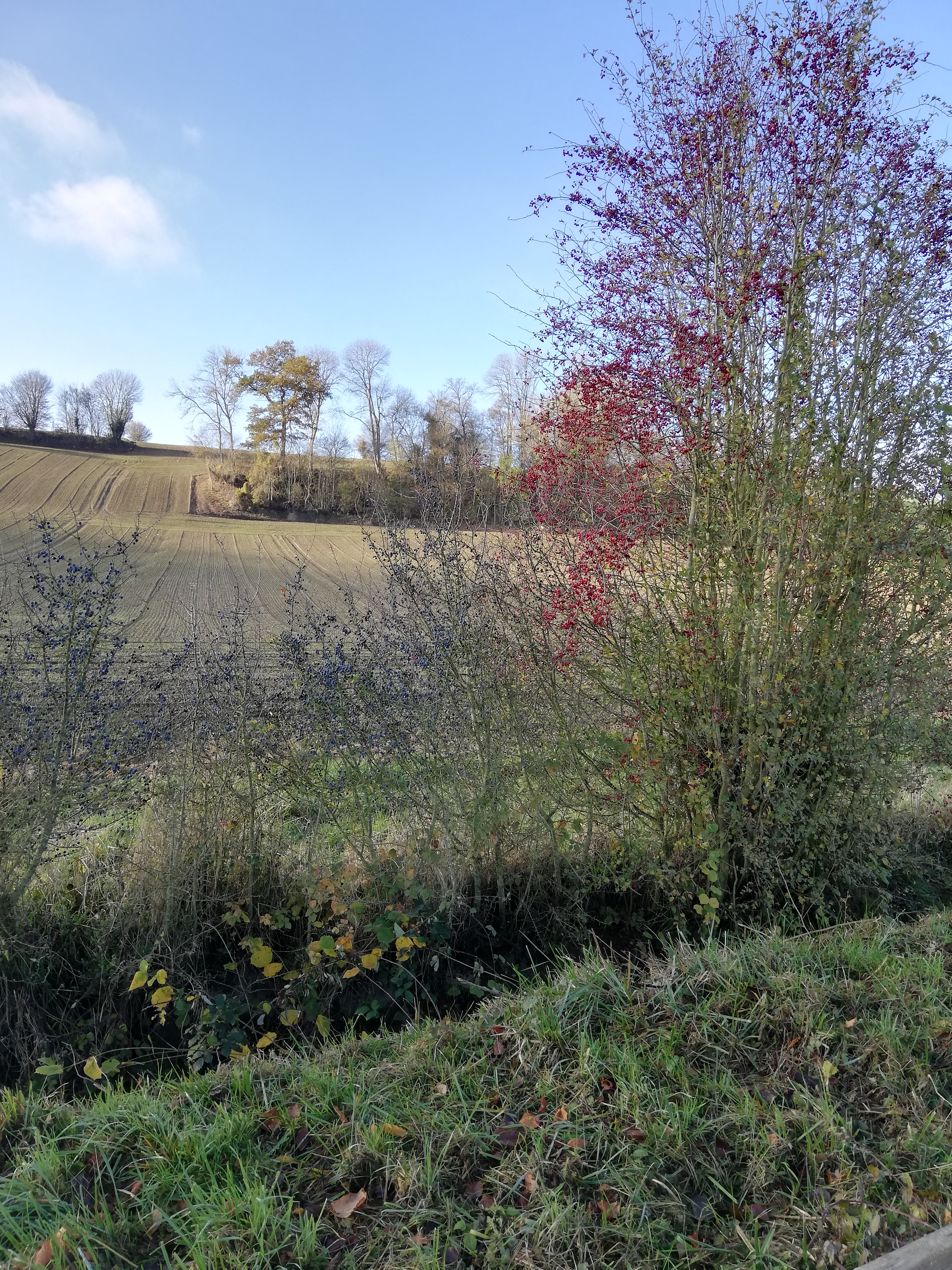
Depuis la D110.

## Toponymie
Le nom de la localité est attesté sous les formes stagnum Brenelliae vers 1130, Brunella en 1200.
La Brunelle (Prunella vulgaris ou Brunella vulgaris) est une plante herbacée vivace de la famille des Lamiacées. C'est une plante cosmopolite héliophile, qui se plait en bordure de route et de bois, et dans les prés.

## Histoire
Brunelles (nommé Bernellis, vers 1140, dans le cartulaire de l'abbaye de la Sainte-Trinité de Tiron) est une ancienne seigneurie relevant de la baronnie de Nogent-le-Rotrou. Les seigneurs de Brunelles étaient tenus à la garde du château Saint-Jean de Nogent-le-Rotrou. Pour cette raison, l'une de ses tours, partiellement démolie en 1827,, porte le nom de tour de Brunelles.
Au lieu-dit les Vieux-Murs s'élevaient autrefois un château fortifié, l'église paroissiale Saint-Éloy d'Arcisses et en contrebas une chapelle. C'est dans les environs que se déroula en 1228 le combat entre Blanche de Castille et Enguerrand III de Coucy qui avait usurpé le titre de comte du Perche.

### Seigneurs successifs et faits marquants du fief
- 1407 : Édeline de Coisme, veuve de Jehan de Broc, dame de Brunelles ;
- 1422 : Charles de Rosny, seigneur de Brunelles ;
- 1454 : Philippe de Rosny, seigneur de Brunelles ;
- 1455 : Hélène de Rosny, dame de Brunelles ;
- 1477 : Charles de Rosny, seigneur de Brunelles ;
- 1509 : François de Rosny, seigneur de Brunelles ;
- 1539 : Charles de Rosny, seigneur de Brunelles, (Archives départementales d'Eure-et-Loir (A.D. 28-B 2466) ;
- 1539-1543 : François de Rosny, seigneur de Brunelles, (A.D. 28-B 2466-2467) ;
- 1544-1548 : Lancelot de Rosny, seigneur de Brunelles, (A.D. 28-B 2471) ;
- 1600 : Lancelot de Barat, seigneur de Brunelles, (A.D. 28-B 2532) ;
- 1602 : état de tous les biens meubles étant au château et maison seigneuriale de Brunelles, (A.D. 28-B 2534) ;
- 1607 : bail du lieu, château, domaine, moulins, seigneurie et appartenances de Brunelles, (A.D.28-B 2544) ;
- 1609 : aveu à la baronnie de Nogent-le-Rotrou par Lancelot de Barat, pour le fief et seigneurie de Brunelles, (A.D.28-B 2550) ;
- 1611 : procès entre Lancelot de Barat, seigneur de Brunelles, et Théodore des Ligneris, baron de Courville, pour les successions des seigneurs de Courville et de Brunelles, (A.D. 28-B 2554) ;
- 1616 : saisie féodale de la terre et seigneurie de Brunelles, (A.D. 28-B 2568) ;
- 1625 : René de Barat, seigneur de Brunelles ;
- 1628 : Lancelot de Barat, seigneur de Brunelles ;
- 1646 : François René Amelot de Barat, baron de Brunelles, (A.D. 28-B 2095) ;
- 1658 : Thomas de Guibert, seigneur de Brunelles, (A.D. 28-B 2637) ;
- 1659 : foi et hommage au comté de Nogent par Louis de Bussy Guibert pour la seigneurie de Brunelles, (A.D. 28-B 2637) ;
- juin 1677 : Marie de Lionne, veuve Charles Amelot de Barat, dame de Brunelles, (A.D. 28-B 2145) ;
- 1698 : N. Amelot, ambassadeur en Suisse, seigneur de Brunelles ;
- 1714 : Jacques Antoine Gouin, seigneur de Brunelles, (A.D. 28-B 2224) ;
- avril 1715 : bail du lieu de la basse cour du château de Brunelles, (A.D. 28-E 2230) ;
- 1727 : Geneviève Françoise Durand, veuve Jacques Antoine Gouin, seigneur de Brunelles, (A.D. 28-B 227) ;
- 1748 : apposition de scellés au château de Brunelles, après la mort de Jean Baptiste Gouin, seigneur dudit lieu, (A.D. 28-B 2323) ;
- novembre 1781 : Jean Baptiste Gouin, seigneur de Brunelles, (A.D. 28-B 2425, 3085).

### Époque contemporaine
Le 1er janvier 2019, elle fusionne avec Coudreceau et Margon pour constituer la commune nouvelle d'Arcisses dont la création est actée par un arrêté préfectoral du 14 novembre 2018.

## Politique et administration

### Liste des maires
| Période                                  | Période   | Identité           | Étiquette | Qualité                    |
| ---------------------------------------- | --------- | ------------------ | --------- | -------------------------- |
| Les données manquantes sont à compléter. |           |                    |           |                            |
| janvier 2019                             | juin 2020 | Philippe Bellay    | DVG       | Agent technique            |
| juin 2020                                | En cours  | Francis de Koninck |           | Responsable bureau d'étude |

| Période                                  | Période          | Identité           | Étiquette | Qualité |
| ---------------------------------------- | ---------------- | ------------------ | --------- | --- |
| Les données manquantes sont à compléter. |                  |                    |           | |
| 1945                                     | 1953             | Albert Ducoeurjoly | RI        | Conseiller général du canton de Nogent-le-Rotrou (1946-1953)                                                           |
| 1953                                     | 1977             | Edmond Moulin      | DVD       | Vice-président de la chambre d'agriculture d'Eure-et-Loir Conseiller général du canton de Nogent-le-Rotrou (1953-1967) |
| 1977                                     | 1989             | André Dorchêne     |           | Agriculteur |
| 1989                                     | mars 2008        | Paul Bellier       |           | Agriculteur |
| mars 2008                                | 31 décembre 2018 | Philippe Bellay    | DVG       | Agent technique |

## Population et société

### Démographie
L'évolution du nombre d'habitants est connue à travers les recensements de la population effectués dans la commune depuis 1793. Pour les communes de moins de 10 000 habitants, une enquête de recensement portant sur toute la population est réalisée tous les cinq ans, les populations de référence des années intermédiaires étant quant à elles estimées par interpolation ou extrapolation. Pour la commune, le premier recensement exhaustif entrant dans le cadre du nouveau dispositif a été réalisé en 2008.

En 2016, la commune comptait 555 habitants, en évolution de −0,89 % par rapport à 2010 (Eure-et-Loir : −0,23 %, France hors Mayotte : +2,11 %).
| 1793 | 1800 | 1806 | 1821 | 1831 | 1836 | 1841 | 1846 | 1851 |
| ---- | ---- | ---- | ---- | ---- | ---- | ---- | ---- | ---- |
| 621  | 639  | 685  | 758  | 909  | 977  | 952  | 938  | 903  |

| 1856 | 1861 | 1866 | 1872 | 1876 | 1881 | 1886 | 1891 | 1896 |
| ---- | ---- | ---- | ---- | ---- | ---- | ---- | ---- | ---- |
| 927  | 830  | 846  | 805  | 727  | 705  | 709  | 701  | 655  |

| 1901 | 1906 | 1911 | 1921 | 1926 | 1931 | 1936 | 1946 | 1954 |
| ---- | ---- | ---- | ---- | ---- | ---- | ---- | ---- | ---- |
| 608  | 601  | 596  | 580  | 570  | 532  | 552  | 519  | 460  |

| 1962 | 1968 | 1975 | 1982 | 1990 | 1999 | 2006 | 2008 | 2013 |
| ---- | ---- | ---- | ---- | ---- | ---- | ---- | ---- | ---- |
| 449  | 387  | 403  | 436  | 468  | 489  | 531  | 543  | 568  |

| 2016 | - | - | - | - | - | - | - | - |
| ---- | - | - | - | - | - | - | - | - |
| 555  | - | - | - | - | - | - | - | - |

## Culture locale et patrimoine

### Lieux et monuments

#### Église Saint-Martin
L'église Saint-Martin, construite au XVe siècle, conserve de cette époque le chœur en pierre et sa voûte en plein cintre. L'édifice abrite les reliques de saint Alexandre. Il est recensé dans l'inventaire général du patrimoine culturel
L'église est entourée du cimetière et au pied du clocher-tour se trouve le monument aux morts.

L'église Saint-Martin
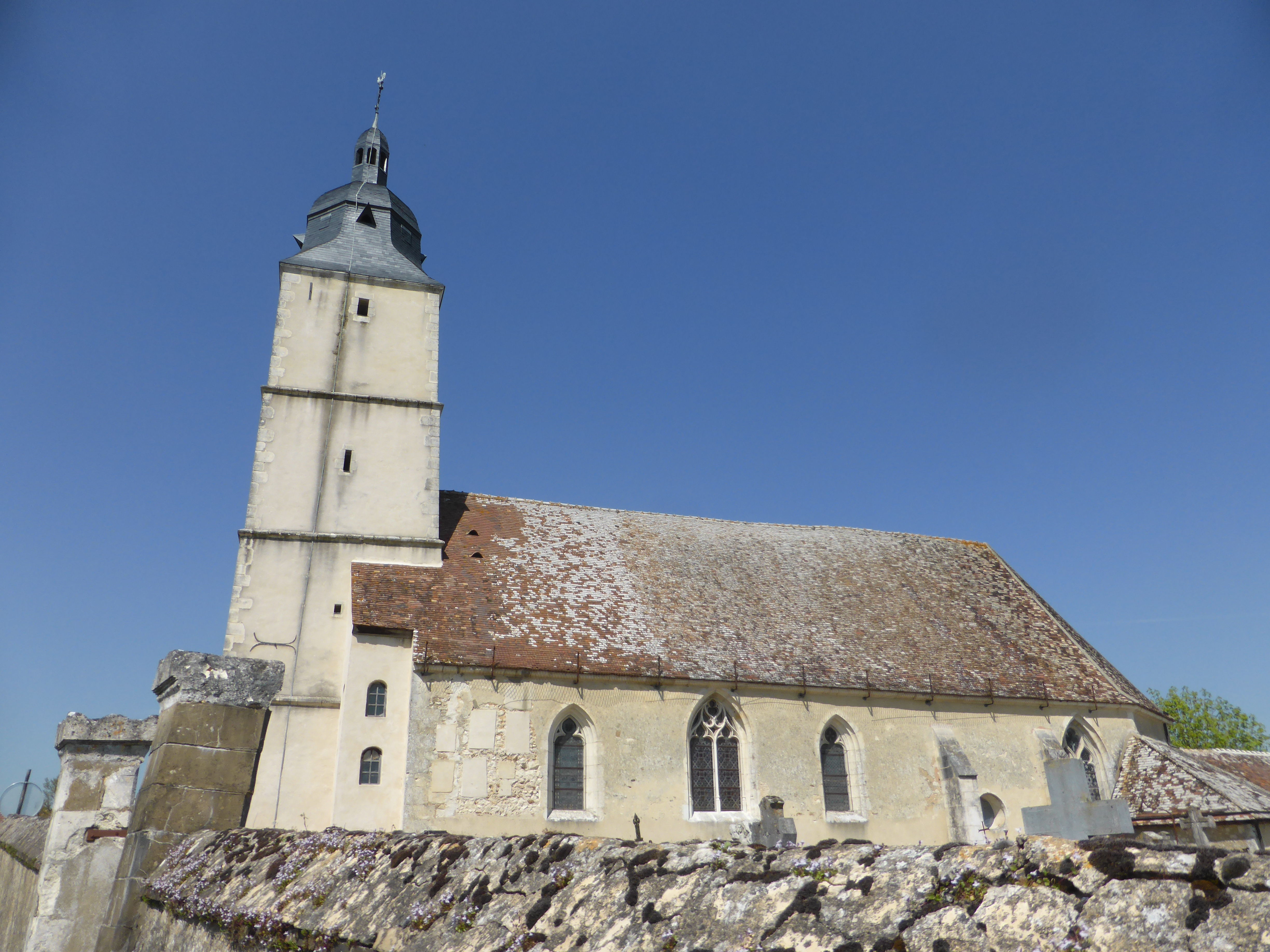
L'église Saint-Martin.
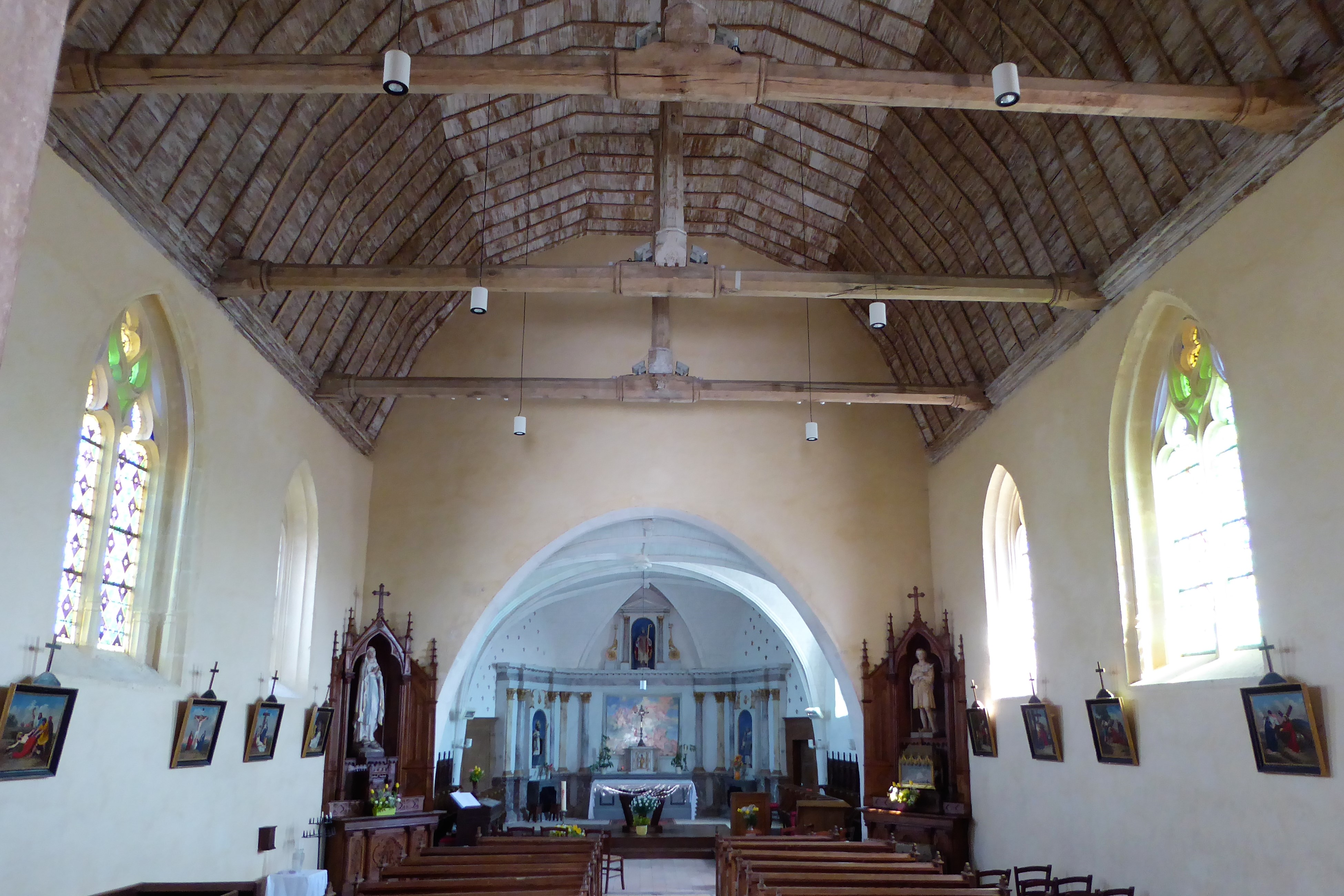
Nef et chœur.
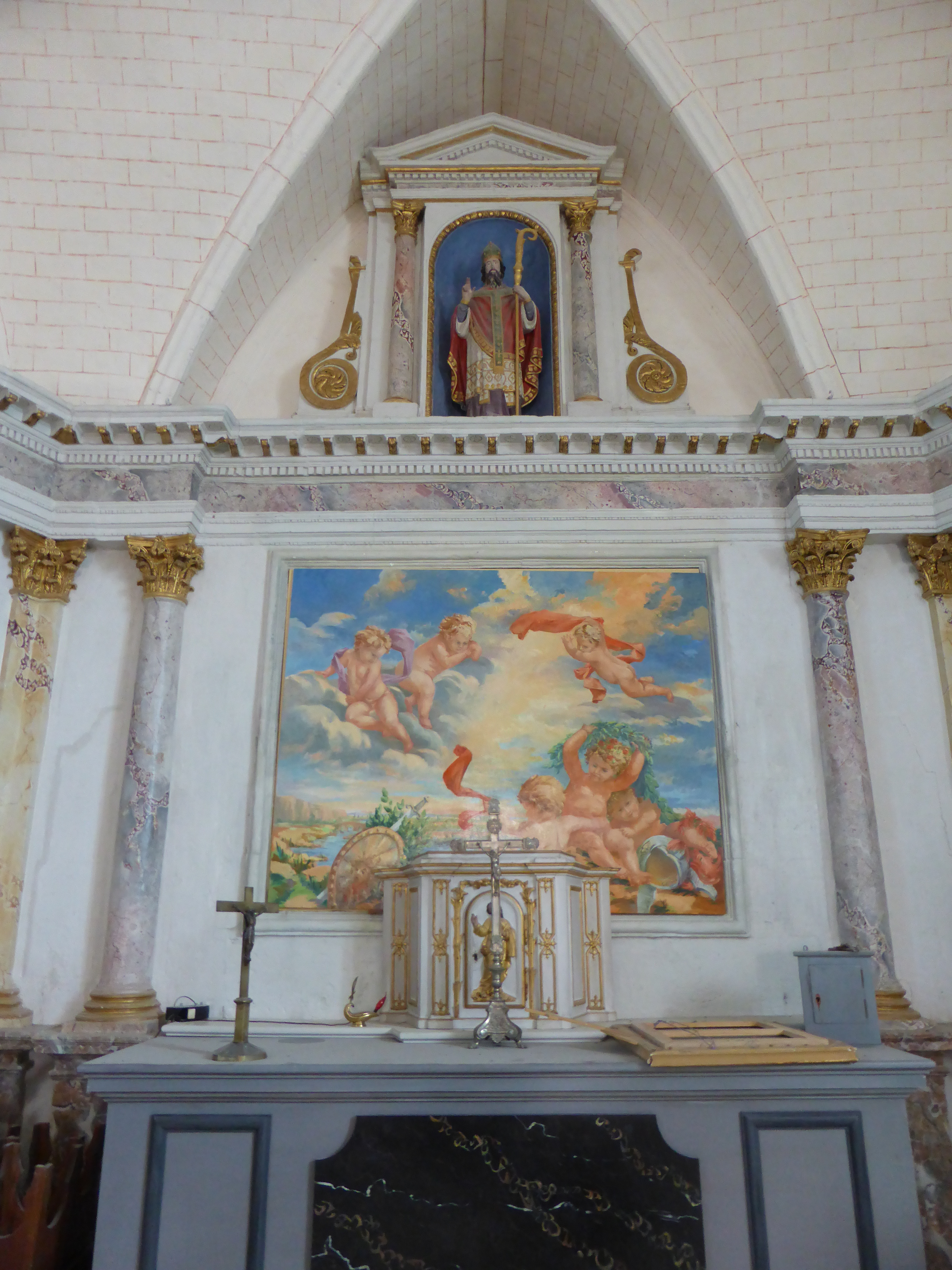
Maitre-autel de l'église.
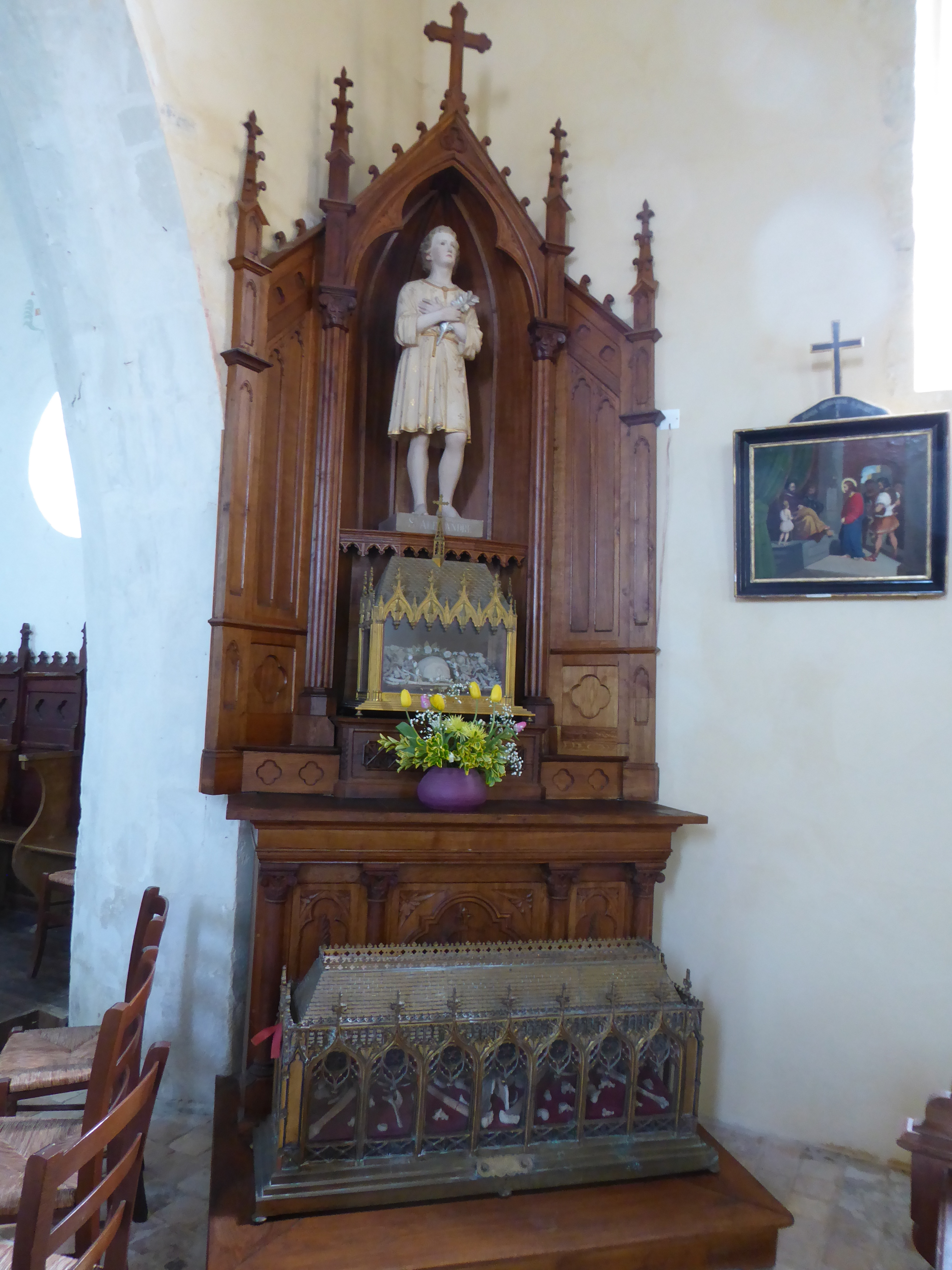
Reliques de saint Alexandre.
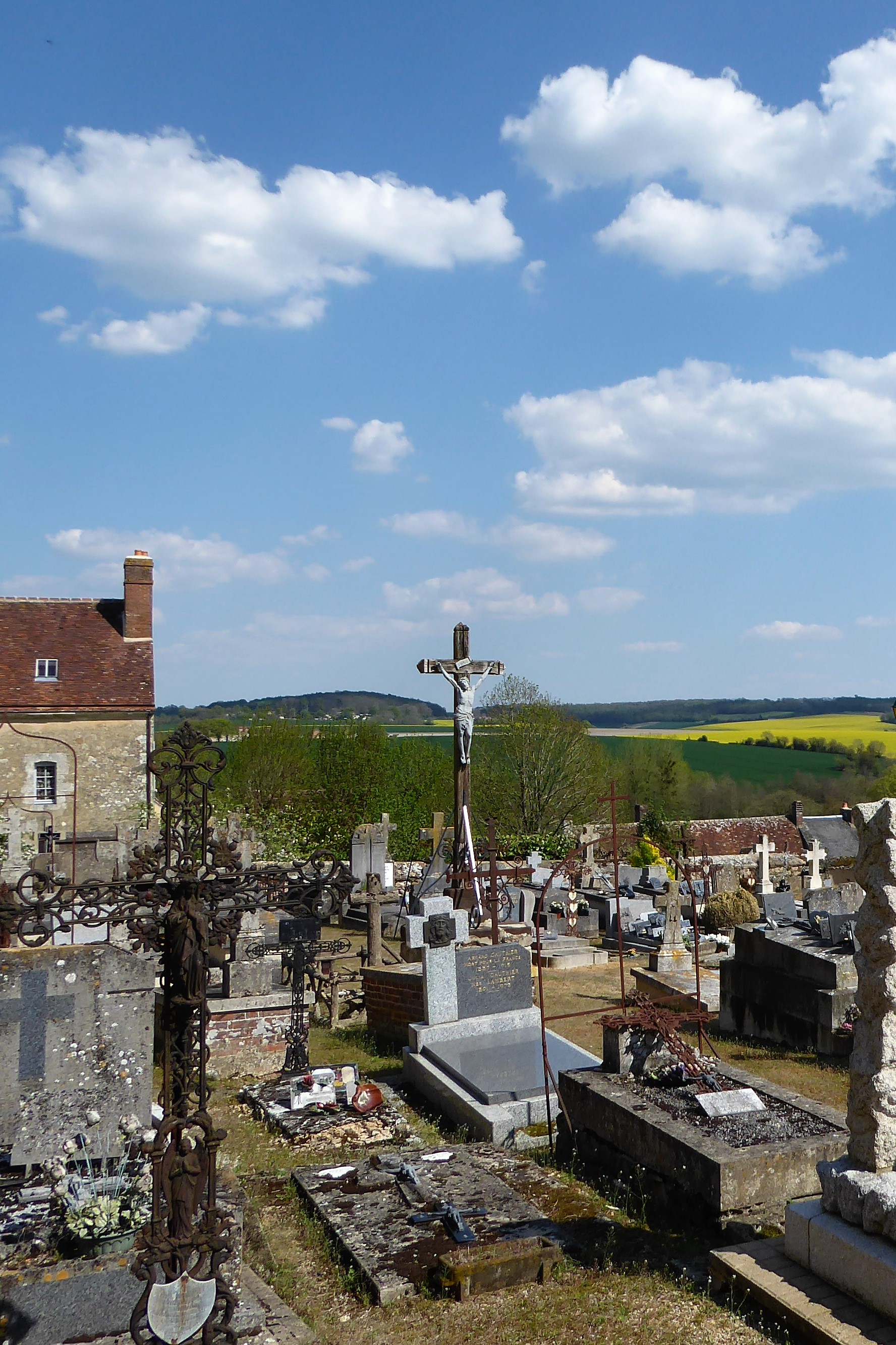
Le cimetière.
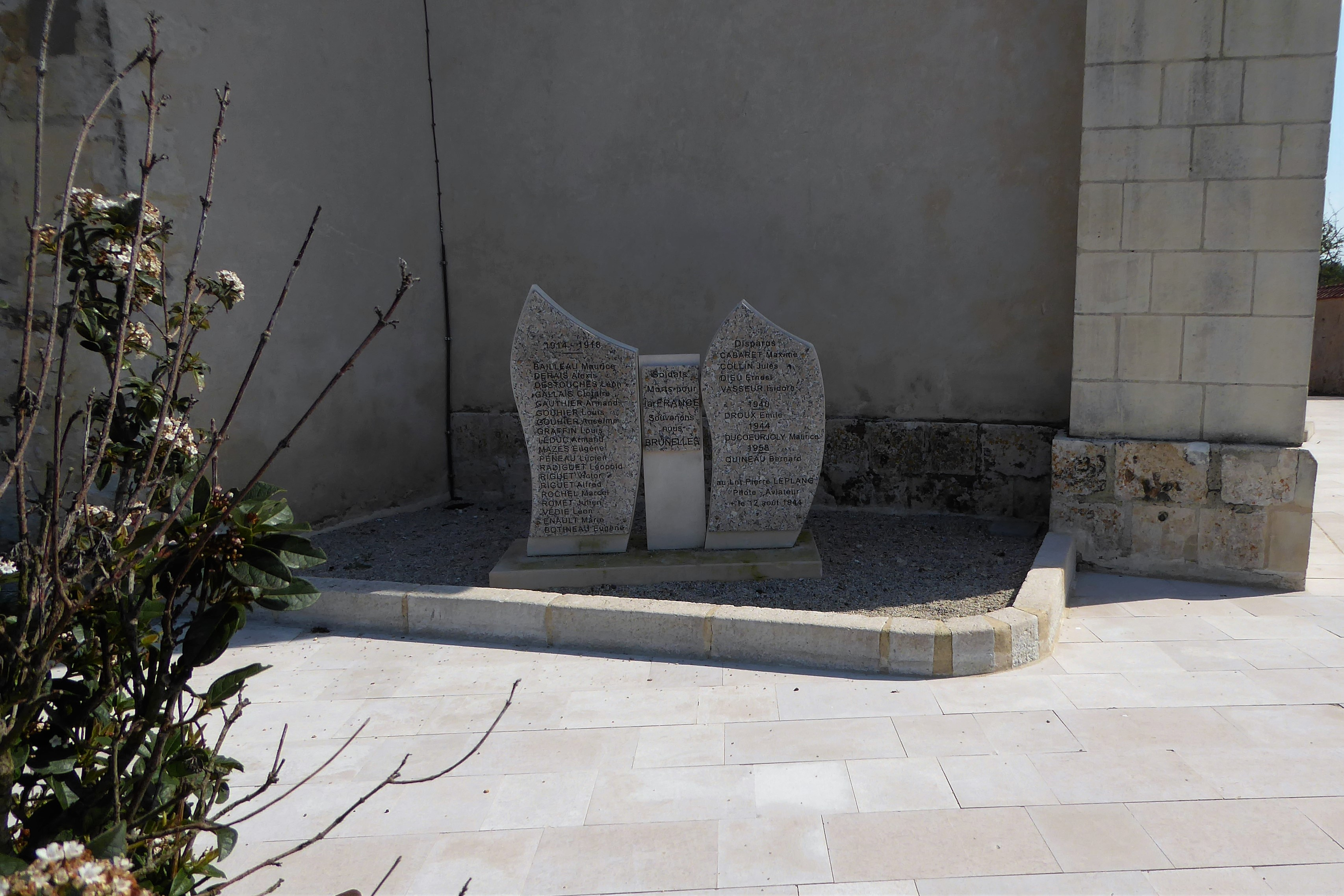
Le monument aux morts.

#### Autres lieux et monuments
- L'ancienne abbaye Notre-Dame du Val d'Arcisses, aujourd'hui habitation particulière[14],[15].

Brunelles, au printemps 2021
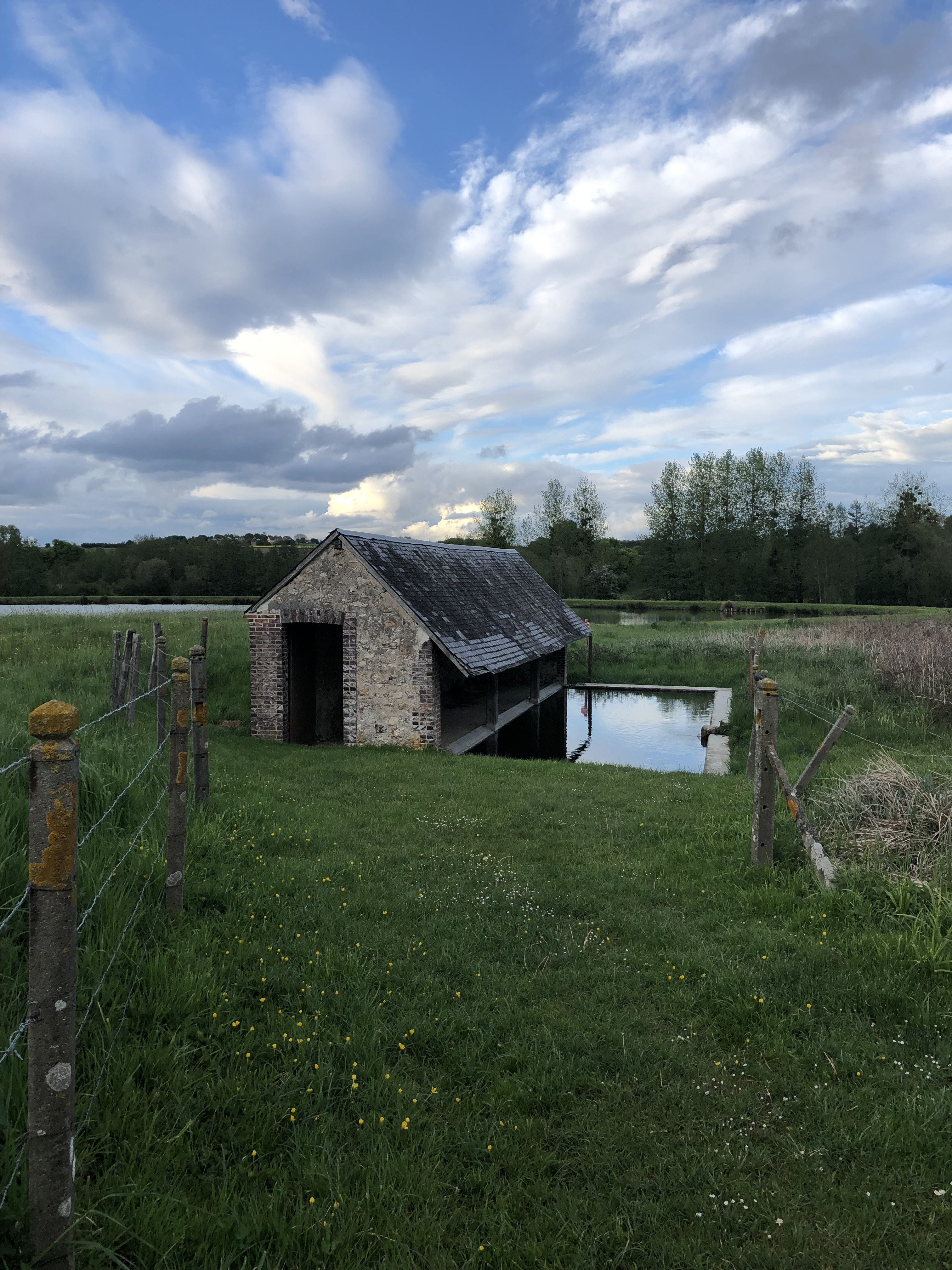
Le lavoir.
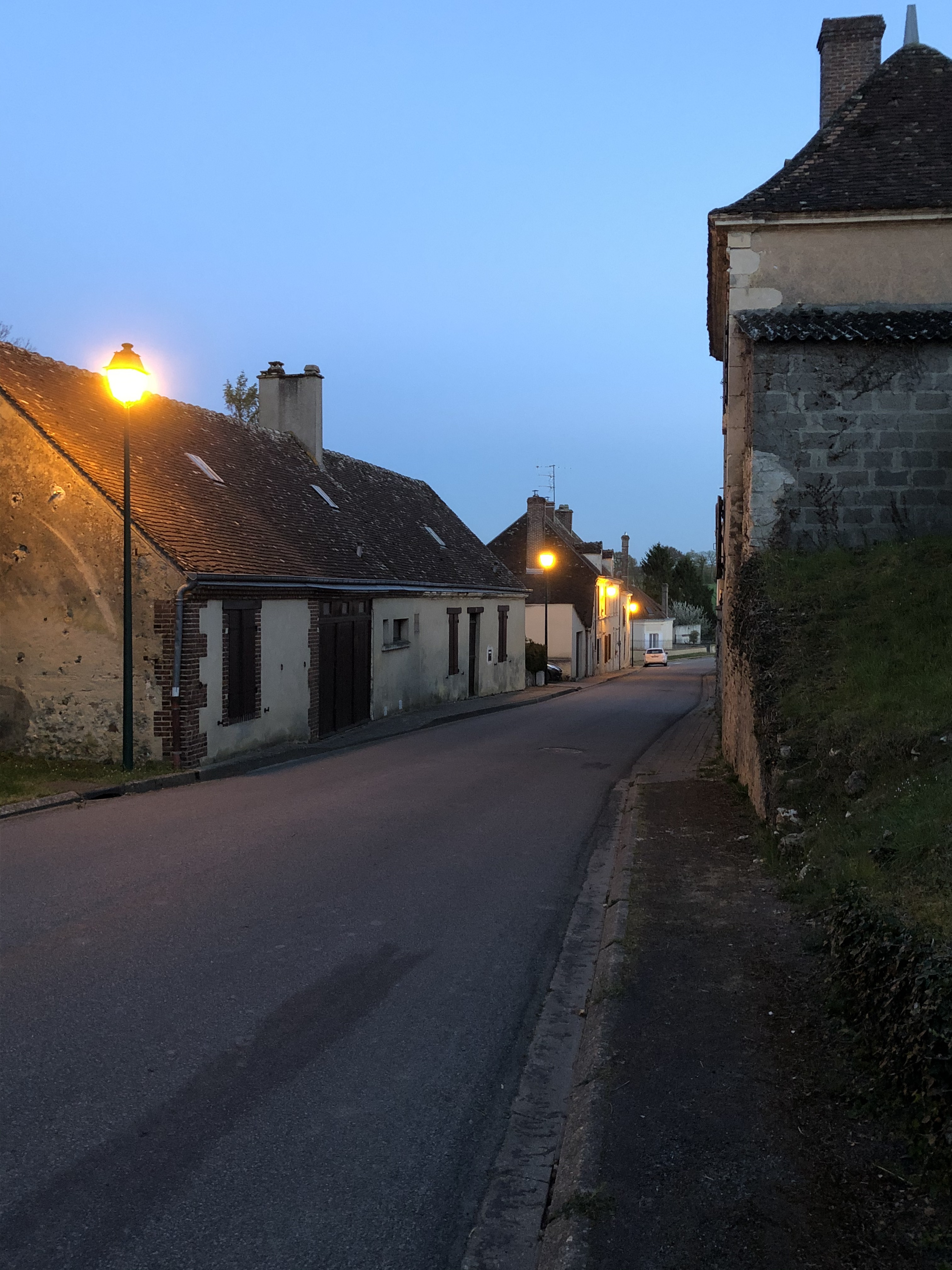
Rue des moulins.
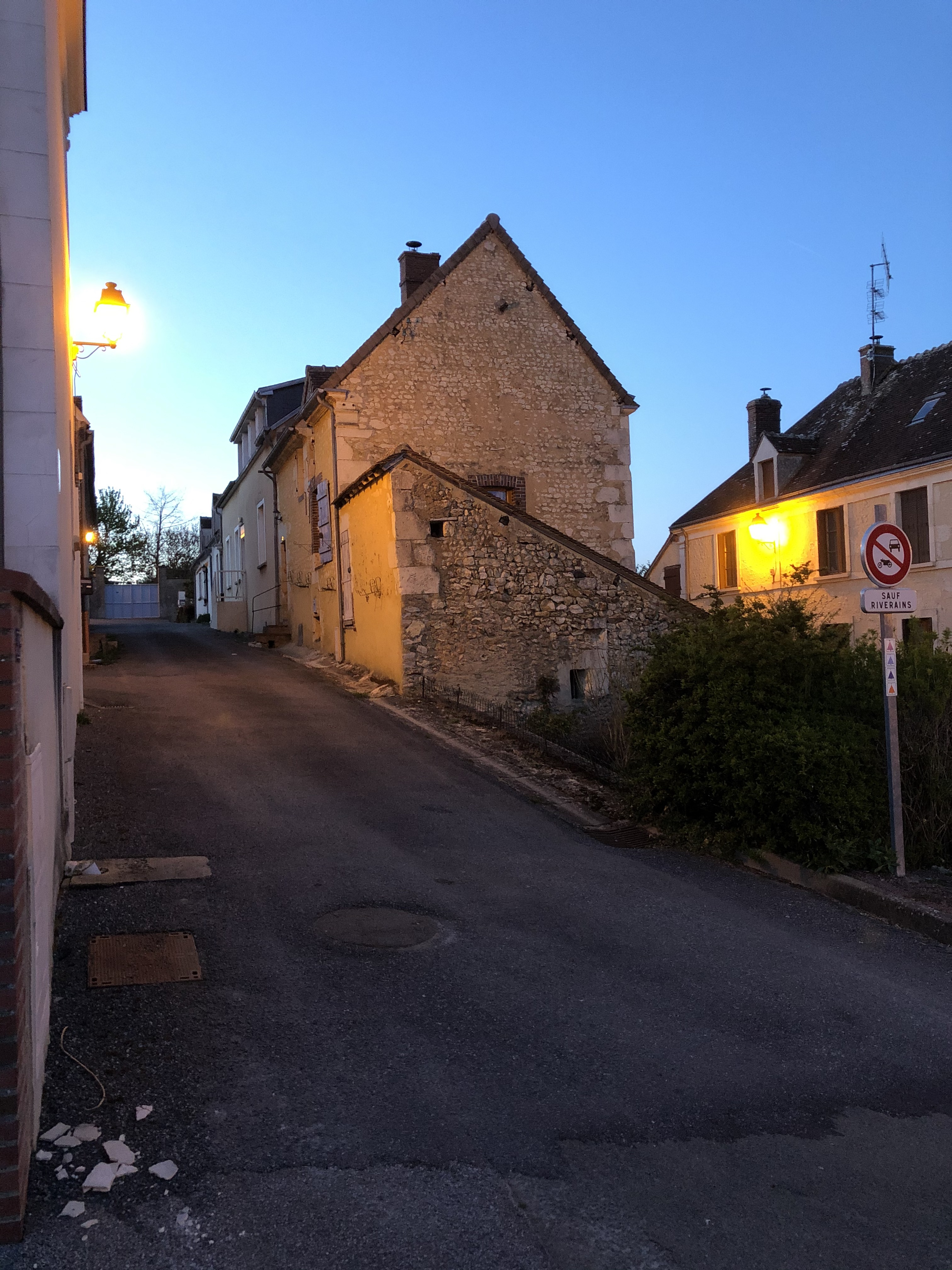
Rue de l'église.
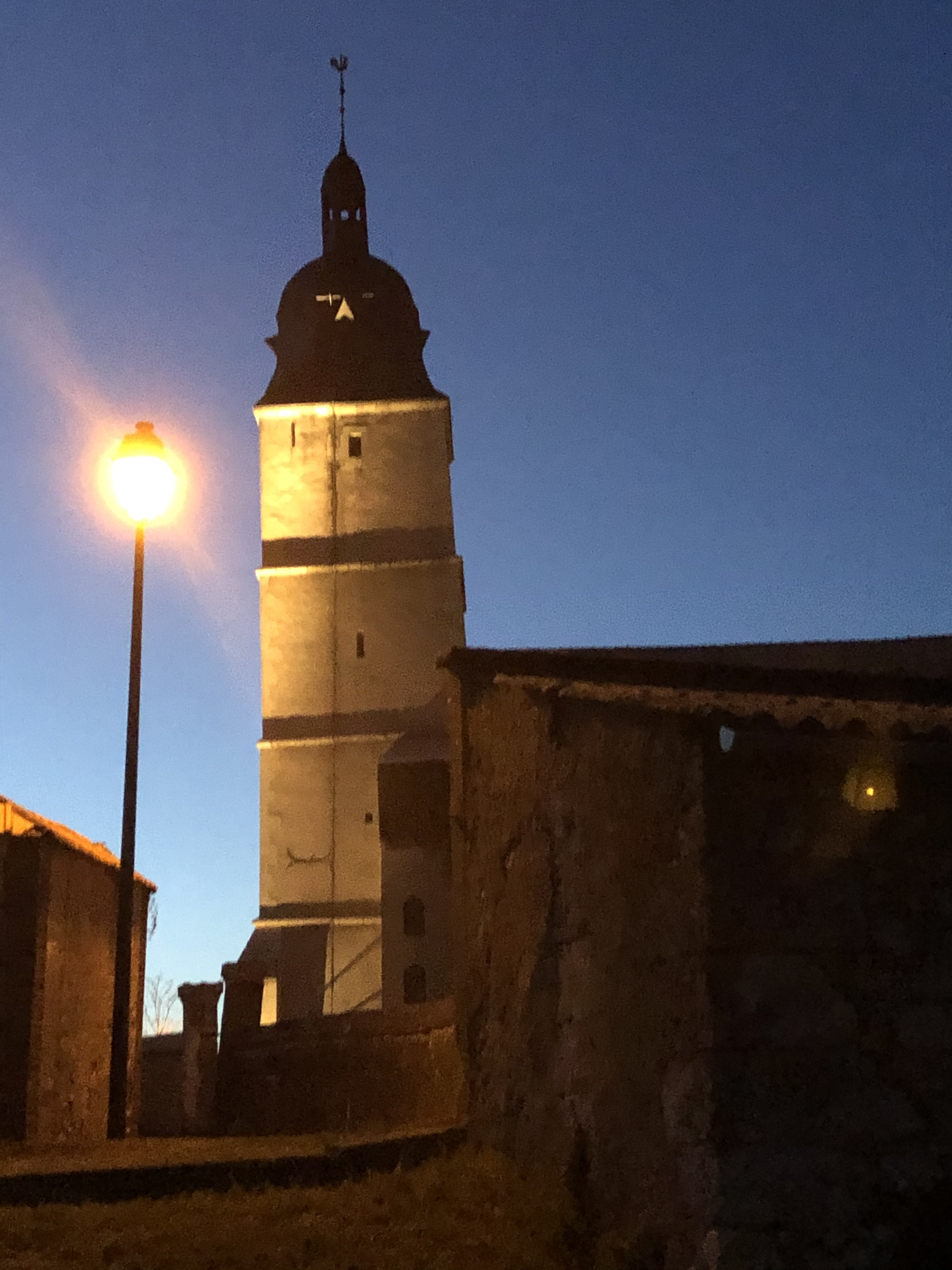
L'église.

### Personnalités liées à la commune
- Antoine Brumel (vers 1460-vers 1513), présumé natif de Brumelles, compositeur issu de l'école franco-flamande, exerça en France et en Italie.

### Héraldique
| Blason de Brunelles | Blason  | D'argent à la fasce de gueules chargée de trois besants d'or.                           |
| Blason de Brunelles | Détails | Blason provenant du site "L'Armorial des Villes et des Villages de France" Non officiel |